# Murder, Inc.
Murder, Inc. (Murder, Incorporated) – zbrojne ramię Syndykatu; wyspecjalizowana grupa morderców wyodrębniona z szeregu członków Nowej mafii amerykańskiej (najczęściej byli to psychopatyczni zabójcy).
Początki Murder, Inc. sięgają czasów sprzed Wojny Castellammarese – trzon jej stanowili młodzi gangsterzy tzw. Young Turks, a także Irlandczycy, Polacy, Żydzi i Anglosasi.
Pierwsze 'brygady śmierci' w amerykańskim świecie przestępczości zorganizowanej istniały już w XIX wieku (uliczne irlandzkie i włoskie gangi) – wykonywano morderstwa na zlecenie; stawki wahały się od kilku do stu – dwustu dolarów.
Morderstwa na zlecenie wykonywane przez Murder, Inc. musiały mieć akceptację lub brak sprzeciwu ze strony bossów świata przestępczego (przede wszystkim Lucky Luciano, Franka Costello i Meyera Lansky’ego).
Siedziba – brooklyńska cukiernia Midnight Rose’s; to tu zabójcy otrzymywali zlecenia.
Ofiarami padali najczęściej oporni i nieuczciwi gangsterzy oraz ci, którzy przeszli na stronę władz. 
Według słów Bugsa Siegela zabójcom Murder, Inc. przyświecała zasada - "zabijamy tylko siebie nawzajem".
Status Murder, Inc. zabraniał zabijania polityków, prokuratorów, sędziów, dziennikarzy, policjantów oraz zwykłych obywateli, gdyż w przeciwnym razie spowodowałoby to działania odwetowe ze strony organów ścigania.

## Członkowie Murder, Inc.
- Albert Anastasia,
- Bugsy Siegel,
- Joe Adonis,
- Louis 'Lepke' Buchalter,
- Vito Genovese,
- Mendy Weiss
- Abe 'Kid Twist' Reles
- Phil Strauss
- Vito 'Chicken Head' Gurino
- Buggsy Goldstein
- Frank 'the Dasher' Abbandando
- Charlie 'the Bug' Workman

## Słynne ofiary Murder, Inc.
Grupa ta odpowiada za 400 - 500 morderstw (wybrane nazwiska):
- Jack Diamond - nielubiany i nieakceptujący reguł Syndykatu irlandzki gangster;
- Dutch Schultz - chciał złamać status Murder, Inc. (nawoływał do zabójstwa prokuratora Thomasa E. Deweya),
- Tom Reina - ofiara Wojny Castellammarese,
- Peter Morello - ofiara Wojny Castellammarese,
- Abe 'Kid Twist' Reles – przeszedł na stronę władz, stał się świadkiem koronnym, wsypał wielu innych gangsterów-zabójców; (wypchnięty w tajemniczych okolicznościach przez okno w nowojorskim hotelu w 1941r.)

Zdrada Abe Relesa doprowadziła do skazania na karę śmierci (krzesło elektryczne) wielu członków Murder, Inc. – m.in. Weiss, Strauss, Goldstein, Abbandando i Lepke; przyczyniła się do rozwiązania Murder, Inc. ale w jej miejsce powstały liczne podobne grupy zabójców pracujące dla rodzin mafijnych. 
W późniejszych latach ofiarami wewnętrznych mafijnych porachunków - z rąk brygady śmierci - padli m.in.:
Albert Anastasia, Bugsy Siegel, Willie Moretti, Vincent Mangano i Abner Zwillman.